# (2596) Vainu Bappu
(2596) Vainu Bappu (1979 KN) – planetoida z pasa głównego asteroid okrążająca Słońce w ciągu 5,28 lat w średniej odległości 3,03 j.a. Odkryta 19 maja 1979 roku.